# Nyársapát vasútállomás
Nyársapát vasútállomás egy Pest vármegyei vasútállomás, Nyársapát településen, a MÁV üzemeltetésében. A belterület nyugati szélén helyezkedik el, közúti elérését a települési bekötőúttól (a 46 119-es számú mellékúttól) dél felé kiágazó önkormányzati út (Vasút utca) biztosítja.

## Vasútvonalak
Az állomást az alábbi vasútvonalak érintik:
- Cegléd–Szeged-vasútvonal

## Kapcsolódó állomások
A vasútállomáshoz az alábbi állomások vannak a legközelebb:
- Ceglédi szállások megállóhely (Cegléd–Szeged-vasútvonal)
- Nagykőrös vasútállomás (Cegléd–Szeged-vasútvonal)

## Megközelítése tömegközlekedéssel
- Helyközi busz:  547, 550, 552, 556

## Forgalom
| Járat             | Útvonal | Gyakoriság            |
| ----------------- | --- | --------------------- |
| személyvonat      | Budapest-Nyugati → Zugló → Kőbánya alsó → Kőbánya-Kispest → Ferihegy → Monor → Monorierdő → Pilis → Albertirsa → Ceglédbercel → Ceglédbercel-Cserő → Budai út → Cegléd → Nyársapát → Nagykőrös → Kecskemét | Napi 1 Kecskemét felé |
| személyvonat      | Kecskemét → Katonatelep → Nagykőrös → Nyársapát → Cegléd → Monorierdő → Üllő → Ferihegy → Kőbánya-Kispest → Zugló → Budapest-Nyugati | Napi 1 Budapest felé  |
| sebesvonat        | Budapest-Nyugati – Zugló (→ Kőbánya alsó) – Kőbánya-Kispest – Ferihegy (← Üllő) (→ Monor → Monorierdő → Pilis → Albertirsa → Ceglédbercel → Ceglédbercel-Cserő → Budai út) – Cegléd – Nyársapát – Nagykőrös (← Katonatelep) – Kecskemét – Városföld (← Kunszállás) – Kiskunfélegyháza – Kistelek – Szatymaz – Szeged | Napi 1 pár            |
| Napfény InterCity | Budapest-Nyugati – Zugló – Kőbánya-Kispest – Ferihegy (← Üllő) – (Monor →) (← Monorierdő) – (Pilis → Albertirsa →) Cegléd – (Nyársapát →) Nagykőrös – (Katonatelep →) Kecskemét – Városföld – (Kunszállás →) Kiskunfélegyháza (← Selymes ← Petőfiszállás)– Kistelek – Szatymaz – Szeged                              | Napi 1 pár            |